# Бранку, Криштина
Криштина Бранку (порт.-браз. Cristina Branco; род. 28 декабря 1972, Алмейрин, Рибатежу, Португалия) — португальская певица, одна из лучших современных исполнительниц фаду, «душа и голос Португалии». Особенность фаду Криштины Бранку — в привнесении в традиционные формы элементов других музыкальных стилей, в том числе таких революционных в данном случае, как джаз и блюз, а также босановы. Интерпретируя уникальный португальский музыкальный жанр, Бранку выводит фаду за национальные рамки и фактически вносит важнейший вклад в его всемирную популяризацию.

## Биография

### Ранние годы
Отправной точкой в увлечении фаду начинающей журналисткой Криштиной Бранку является эпизод, связанный с празднованием её 18-летия: подарком от её дедушки по материнской линии была пластинка Amália 50 anos: Rara e Inédita 1989 года, где были собраны как известные, так и ранее неиздававшиеся композиции легендарной Амалии Родригиш. «Всё началось с шутки, с импровизированной песни в кругу друзей», — вспоминает сама певица. Порождённый случаем интерес быстро перерос в дело всей её жизни: Бранку отодвигает в сторону журналистику, уделяя ей в дальнейшем внимания ровно столько, сколько необходимо для получения образования, и начинает заниматься непосредственно музыкой.
У меня в роду нет исполнителей фадо. Просто, живя в Португалии, вы не сможете не полюбить этот традиционный стиль музыки. Но чтобы петь профессионально, мне пришлось учиться.
Стоит отметить, что появление в её жизни фаду совпало с возрастающей любовью к джазу, в частности, к творчеству Билли Холидей и Эллы Фитцджеральд, так что последующее внедрение в фаду Криштины Бранку джазовой стилистики было делом предрешённым. В конечном счёте, преобразив под влиянием блюза и джаза фаду, она тем самым нашла лучший способ самовыражения.

### Голландский период
Городом, где дипломированная журналистка Бранку дебютировала в качестве певицы, стал Амстердам: 24-летняя Криштина, с первых шагов в своей музыкальной карьере отличавшаяся артистичностью, уживающейся, однако, с не без труда преодолеваемой застенчивостью, очаровала своих слушателей. Дебют вдали от родины способствовал стилистической и тематической всемирности в её творчестве: Бранку не привязана накрепко к отечественной традиции, напротив — открыта всем культурам. По этой же причине достаточно острые проблемы, связанные с негативным отношением части португальского общества к внедрению инноваций в фаду, с которыми сталкиваются фадишты, живущие на родине, для Криштины не существовали вовсе. Исполняя народную музыку, она обогащает её инокультурной традицией, помогая тем самым фаду из сугубо португальского феномена стать явлением международным. В её репертуаре — песни на английском, испанском и французском языках; на последнем Бранку поёт чаще, чем на любом другом иностранном языке. Не вполне типичен и эмоциональный окрас известного числа её песен: Бранку чаще других известных фаду-вокалисток отходит от канонической доминанты фаду, саудади, обращаясь к более позитивной и даже легкомысленной фактуре, что в сочетании с традиционной основой порождает неповторимый характер исполнения, свойственный только Криштине. Тем не менее, оригинальность Бранку не противоречит традиции, а в некотором смысле возрождает и тем более обогащает её. В пределах второй родины и в целом вне Португалии её тем более не воспринимали иначе, как выразительницей португальской песенной культуры.
Успех её дебютного альбома In Holland, вышедшего в 1997 году, основанного на материале живого выступления от 25 апреля 1996 года и разошедшегося сначала тысячным тиражом, а затем, после впечатляющего успеха, ещё и дополнительным пятитысячным, открывает первый, зарубежный этап музыкальный карьеры Бранку. К слову, дебютные, «голландские» выступление и пластинка навсегда обусловили особую любовь Криштины к стране тюльпанов; она то и дело будет возвращаться в город, превративший её мечту в реальность, и к публике, наградившей её первым признанием. Теперь же, на заре своей музыкальной карьеры, но уже громко заявившая о себе Бранку получает поддержку со стороны своего соотечественника, композитора и музыканта Куштодиу Каштелу, имеющего опыт совместных выступлений со знаменитой бразильской певицей самбы и босановы Марией Бетанией, а также с самой Амалией Родригиш во время её последнего американского турне, и известного к тому моменту по сотрудничеству с исполнителями фаду Карлушем ду Карму, Нуну Перейрой, Мизией и Камане, а начинавшего ещё в 1986-м одновременно с Жоржи Фернанду. Тем не менее, Куштодиу прославился именно благодаря смелым, не типичным для канонического фаду произведениям, созданным для Криштины и в соответствии с её видением данного жанра, в то же время прославив и её саму. Второй альбом и первый, записанный непосредственно в студии, Múrmurios, становится популярным во Франции; там же Криштина получает свои первые музыкальные награды, в их числе - престижная премия журнала Le Monde de la musique за лучший альбом в номинации world music. Третий альбом, Post-Scriptum, также завоевавший премии во Франции, распространил возрастающую славу Криштины на Соединённые Штаты; первое выступление певицы в Новом Свете состоялось в январе 2001 года. С начала XXI века гастрольная деятельность Бранку становится крайне насыщенной; она впервые выступает на Британских островах; посещает основные фестивали Западной Европы и не брезгует небольшими площадками, как в Лиссабоне и её любимом Амстердаме, так и в других городах. 2000 год отмечен более 130 концертами Бранку.
Её голос – горячий как южное солнце, терпкий, как португальская мадера, страстный, как поцелуй… Он страдает, зовёт, молит. Гортанное звучание придаёт цыганский шарм. Голосом необыкновенно красивой женщины поёт сама Судьба. Настоящее колдовство – и всё это мастерство Кристины и её музыкантов. Им удалось согреть зал теплотой португальского солнца так, что примадонне аплодировали стоя. Вне всякого сомнения, фадо покорило жителей Карелии. После завершения программы часть публики находилась в фойе: словно не зная, как жить дальше, и обсуждала концерт. Половина слушателей осталась в зале – молча чего-то ждала. Как призналась позже певица, с такой реакцией музыканты сталкиваются впервые. Но принцесса Кристина сделала поистине королевский подарок: она сказала по-русски «Я люблю вас» и спела на бис.
Необычайная чувственность, страстность вокалистки в сочетании со сдержанной манерой сценического поведения приводит в восторг богемный Нью-Йорк. Альбом O Descobridor знаменует символическое расставание с Нидерландами: отдавая дань уважения стране, в которой началась её музыкальная карьера, Бранку переложила на музыку Куштодиу зазвучавшие с подлинной нежностью в её устах стихи известного голландского поэта Яна Слауэрхофа, часть жизни, ретроспективно отражая жизненный путь самой Криштины, прожившего в Португалии. O Descobridor стал одним из самых популярных музыкальных альбомов в Нидерландах и завоевал там, а также во Франции в переизданном варианте 2002 года, несколько наград. Воодушевлённый этим успехом Каштелу, которого также не миновали награды, в 2003 году, впервые за без малого 20-летнюю работу в музыке, начал сольную карьеру.
Особое место в жизни Бранку занимает сотрудничество с нидерландской рок-группой BLØF, начавшееся с совместных выступлений на различных концертных площадках страны оранжевого цвета. Партия Криштины для культовой в Нидерландах композиции Dansen Aan Zee настолько понравилась лидерам группы, что вариант песни с вокалом португальской певицы на португальском же языке во вторых частях обоих куплетов и в совместных припевах был записан в студии и вместе с концертными вариантами этой же песни издан отдельным синглом. Издание Musa / Dansen Aan Zee увидело свет в 2002 году; спустя 5 лет Dansen Aan Zee в исполнении Криштины Бранку и группы BLØF была повторно выпущена в рамках мини-альбома Voor Het Jaar Van De Dolfijn. В 2004 году Криштина приняла участие в работе над песней Herinnering Aan Later для альбома Umoja, международного проекта голландцев и их 13-й пластинки, в рамках которой Паскаль Якобсен и компания записали 13 песен совместно с музыкантами из 13 стран. Umoja вышла в 2006 году. Много позже, в 2011 году, в документальном сериале «BLØF: Оглядываясь назад», приуроченном к 20-летию группы, голландцы назвали сотрудничество с Криштиной Бранку, которой посвятили отдельную главу, одним из своих самых любимых. В фильме было полностью показано одно из живых совместных выступлений BLØF и Криштины Бранку с Dansen Aan Zee.

### Новое фаду
В 2001 году издан первый альбом Бранку на лейбле Universal, Corpo lluminado. Последовавший за ним Sensus, вышедший 24 марта 2003 года, явился началом зрелого, почвеннического этапа в творчестве Криштины, неизбежно при этом выделяющегося многочисленными поликультурными вкраплениями. Певица обращается к поэзии Винисиуса ди Морайса, Шику Буарки, Эужениу ди Андради, Луиса Камоэнса и Уильяма Шекспира. По словам Бранку, проникнутый эротизмом Sensus был вдохновлён её предыдущей работой, Corpo lluminado, равно как и сам Sensus стал провозвестником последующего затем альбома Ulisses, лейтмотивом которого становится тоска по любимой стране и любимому человеку. Последнее непосредственно вводит указанную пластинку в контекст португальской народной традиции, в то же время оппонируя эгоцентрическому минору, тому её элементу, в который частью переродилась эмоциональная наполняющая фаду, саудади.
В 2006 году Бранку впервые посетила Россию, приняв участие во II Международном фестивале искусств «Белые ночи Карелии».
В год десятилетия своей карьеры Криштина оглядывается в прошлое, как музыки фаду, так и своё собственное, и, сверяясь с современностью, сначала обращается к Амалии Родригиш и в июле 2006-го записывает в честь великой фадистки концертный альбом Live с материалом, основывающимся на выступлении в лейденском театре Leidse Schouwburg в том же месяце. Затем, по следу трибьюта Амалии выходит Perfil, результат уже персонально криштининой интроспекции и первый её альбом-сборник, включивший те песни, что ярче всего выразили её опыт, в том числе и последних десяти лет. В рамках продвижения этого издания творчество Бранку впервые было охарактеризовано как «новое фаду», а «новое фаду» в интерпретации Криштины подчёркнуто заявлялось вне конкретных его определений. В тексте буклета, венчая нарочито неудачную попытку сформулировать стиль Бранку, подвести под него определённую теорию, заявлялось, что Криштина «категорически отказывается быть такой, какой её ожидают». Наконец, третьей и последней частью условного проекта Криштины по подведению промежуточных итогов своего личностного и творческого развития стал альбом Abril, обращённый к наследию поэта, композитора и исполнителя Жозе Афонсу. Итоговый триптих, в рамках которого центральная часть, посвящённая оригинальному творчеству самой Криштины, обрамлялась вспышкой из юности в лице Амалии, с одной стороны, и занявшим важное место в её зрелой жизни творчеством Афонсу, с другой, символически завершался песней Chamaram-Me Cigano с её характерным посылом.
Если в своих предыдущих работах Криштина Бранку, по её словам, «размышляла над всем, что произошло до сих пор», то следующую пластинку, Kronos, вышедшую в марте 2009 года, основанную на неизданных партитурах и текстах, сочинённых такими португальскими музыкантами, как Жозе Мариу Бранку и Антониу Викторину ди Алмейдой, Сержиу Годинью и Жуаном Эстевишем да Силвой, Рикарду Диашем и Руем Велозу, и своеобразным анахронизматическим сумасбродством символизирующую старт переходного этапа в творчестве певицы, посвятила будущему.

### Время Fado Tango
2011 год начался для Криштины с первого после длительного перерыва и второго с 2006 года совместного с популярным камерным оркестром «Амстердам Симфониетта» новогоднего тура, в рамках которого она выступала как со своими произведениями, так и с уникальным репертуаром собственно оркестра.
В феврале вышел новый альбом Бранку, Não há só Tangos em Paris, для международных изданий названный лаконично: Fado Tango. Это словосочетание вернее всего определило стиль, в котором рискнула выступить певица, до того никогда на уровне музыкальной карьеры не соприкасавшаяся с риоплатенской культурой, однако прочувствовавшая южноамериканскую половинку романского мира так, словно являлась её представительницей. Глубокое понимание Криштиной культуры танго, особенностей взаимосвязи и взаимозависимости её аргентинского и уругвайского, французского и иберийского стилей, сопряжённое с не раз в прошлом демонстрируемым талантом реминисцента, привело к появлению исключительного музыкального альбома, не нашедшего себе аналогов ни в фаду, ни в танго. Fado Tango стал первым со времён пластинки Ulisses экспериментом по смешиванию разных жанров и направлений и, в сочетании с артистической и художественной органичностью результата и открытыми им перспективами, вызвал всплеск интереса к Бранку в мире. Оказавшись одним из наиболее значительных альбомов в традиции фаду и самым значительным в карьере Криштины с середины 00-х годов, Não há só Tangos em Paris со всеми своими бэкграундом, культурным фоном и обозначенными тенденциями задал высочайшую планку для всех музыкальных стилей, с которыми соотносился.
Сумев с ходу после достаточно продолжительного молчания взять мажорную ноту, да ещё в необычном для себя направлении, Криштина, не став развивать или эксплуатировать Fado Tango, впервые в жизни кардинально сменила имидж и записала проникнутую урбанистической романтикой пластинку Alegria, фактически вернувшись к дальнейшей разработке «нового фаду», оставленного ею в прошлом десятилетии, но теперь, значительную паузу спустя, давшего прекрасные плоды. В 2014 году появился Idealist, изданный в формате тройного CD и в дискографии Криштины представляющий собой второй после альбома Perfil сборник, отличающийся от первого наличием нескольких оригинальных песен и иной концепцией формирования.

## Музыкальная группа
Участниками музыкальной группы Криштины Бранку являются пианист Рикарду Диаш, гитарист Алешандри Силва, бас-гитарист Фернанду Майя, а также композитор и, реже, гитарист Куштодиу Каштелу, её муж.

## Дискография

### Студийные альбомы
- Murmúrios (1999)
- Post-Scriptum (2000)
- O Descobridor: Cristina Branco Canta Slauerhoff (2000)
- Corpo Iluminado (2001)
- Sensus (2003)
- Ulisses (2005)
- Abril (2007)
- Kronos (2009)
- Não há só Tangos em Paris, международное название — Fado Tango (2011)
- Alegria (2013)
- Idealist (2014)

### Синглы и мини-альбомы
- Musa / Dansen Aan Zee (2002)
- Voor Het Jaar Van De Dolfijn (2007)

### Сборники
- Perfil (2006)

### Концертные записи
- In Holland (1997)
- Live (2006)

## Фильмография
- 2000 — «A minha casa» (документальный / реж.: Лендерт Пот, Мишель Шёппинг)
- 2006 — «Hora de ensaio» (документальный, короткометражный / реж.: Роберт Ян Брюэр)

## Высказывания
- «Я не против сравнения с Сезарией Эворой, которую ценю и люблю, но Эвора живет в Кабо-Верде и поёт морны, а я - в Португалии и пою фадо».
- «Фадо – это симбиоз музыки и слов. Музыка фадо проникновенна. Слова – глубоки. Неважно, на каком языке звучат слова. Фадо – это магия, подвластная каждому».
- «Кстати, в Португалии меня мало узнают. Разве только, когда я расплачиваюсь кредитной картой – на ней ведь написано моё имя. А, пожалуй, ещё в аэропортах... Люди сначала обращают внимание на моих музыкантов и на португальскую гитару - у неё совершенно специфическая форма - а потом уже угадывают во мне вокалистку. Логика проста: если есть музыканты, есть португальская гитара, где-то рядом должна быть и Кристина Бранко»[5].
- «Мы в Португалии живём между счастьем и печалью»[6].